# ダットサン・on-DO
on-DO（オン・ドー）は日産自動車がダットサンブランドにてロシアで販売していた小型セダンである。

## 概要
2014年3月13日、日産自動車CEOのカルロス・ゴーンはインドなどの新興国で既に展開しているダットサンブランドをロシアにおいても展開すると発表。その翌月の4月4日にon-DOをプレス向けに発表。
その後、7月14日に生産を開始した。
尚、当車はロシア国内専売車であり、他国への輸出計画および販売計画は当初から予定されていなかった。
2020年、ロシアでのダットサン事業の撤退に伴い生産終了。

## メカニズム
ベースとなっているのは、アフトヴァースのFFセダン「ラーダ・グランタ」で、デザインは厚木市にある日産グローバルデザインセンターが担当したが、開発はグランタのメカニズムを流用しつつ、アフトヴァースが担当した。製造はアフトヴァースのトリヤッチ工場で行われた。
外寸は全長4,337mm、全幅1,700mm、全高1,500mm、ホイールベースは2,476mmである。エンジンは1.6L・直列4気筒SOHC8バルブ（1気筒あたり2バルブ）・87馬力のVAZ-11186が搭載され、フロア式の5速MTと組み合わされた。